# Président de la république fédérale du Nigeria
Le président de la république fédérale du Nigeria (en anglais : President of the Federal Republic of Nigeria) est le chef d'État et du gouvernement du Nigeria. Le président dirige le pouvoir exécutif du gouvernement fédéral et est le commandant en chef des forces armées nigérianes.
Depuis le 29 mai 2023, le président en exercice est Bola Tinubu.

## Système électoral
Le président de la République du Nigeria est élu en même temps que le vice-président selon une variante en trois tours du scrutin uninominal majoritaire. Son mandat est de quatre ans, renouvelable une seule fois.
Est ainsi élu au premier tour le candidat ayant recueilli la majorité relative des suffrages exprimés au niveau national et plus de 25 % dans au moins 24 des 36 États du pays. À défaut, un second tour est organisé entre le candidat arrivé en tête et celui ayant obtenu la majorité relative dans le plus grand nombre d'États, ou, en cas d'égalité de nombre d'États entre plusieurs de ces candidats, celui d'entre eux ayant obtenu le plus de voix. Pour l'emporter, un candidat doit toujours réunir la majorité relative au niveau national et plus de 25 % des voix dans au moins 24 États. Si aucun des deux n'y parvient, un troisième tour est organisé entre les deux candidats. Celui qui recueille le plus de suffrages au troisième tour est alors déclaré élu,.
Les candidats doivent être de nationalité nigériane de naissance, ne pas avoir volontairement acquit une autre nationalité, être âgé d'au moins trente-cinq ans, ne pas avoir de casier judiciaire, être membre et candidat officiel d'un parti politique reconnu, et avoir suivi un cursus scolaire au minimum jusqu'à l'enseignement secondaire. Avant l'amendement de la constitution voté en 2018, l'âge requis était de quarante ans.
Chaque candidat se présente avec un colistier, lui-même candidat à la vice-présidence de la République et membre du même parti que le candidat à la présidence. Le vice-président remplace le président en cas de vacance du pouvoir, jusqu'au terme de son mandat de quatre ans. Le nouveau président peut alors nommer un nouveau vice président avec l'accord de chacune des deux chambres du parlement. Dans le cas où la vacance concerne le président et le vice-président simultanément, le président du Sénat assure l'intérim avant une nouvelle élection présidentielle organisée dans les trois mois. Le président élu lors de cette élection anticipée ne l'est cependant que pour la durée restante du mandat de quatre ans de son prédécesseur.